# Weltraumforschung
Weltraumforschung (engl. space exploration, wörtlich „Weltraumerforschung“), in der DDR Kosmosforschung genannt, ist die aktive Erforschung des Weltraums (Kosmos) entweder durch Beobachtung, Fernerkundung, Sondierung von Himmelskörpern oder durch terrestrische (auf der Erde durchgeführte) Experimente, die sich auf Zustände im Weltraum übertragen lassen.
Zu Beginn des 21. Jahrhunderts durchgeführte Operationen der Weltraumforschung sind insbesondere
- der Start von Raumsonden zu Planeten, Monden und Asteroiden,
- die Durchführung von Experimenten an Bord von Raumstationen (wie der ISS, früher der russischen Mir) oder
- die Beobachtung von Objekten durch Radio- und Weltraumteleskope, zum Beispiel SOHO oder das Hubble-Weltraumteleskop.

Die Weltraumforschung benutzt Techniken der Raumfahrt, ein Teil findet jedoch auch auf der Erde statt. Umgekehrt dient nur ein kleiner Teil der Raumfahrt der Weltraumforschung, ein großer Teil der Raumfahrt hat andere Zwecke (etwa kommerzielle oder militärische).

## Unbemannte Weltraumforschung

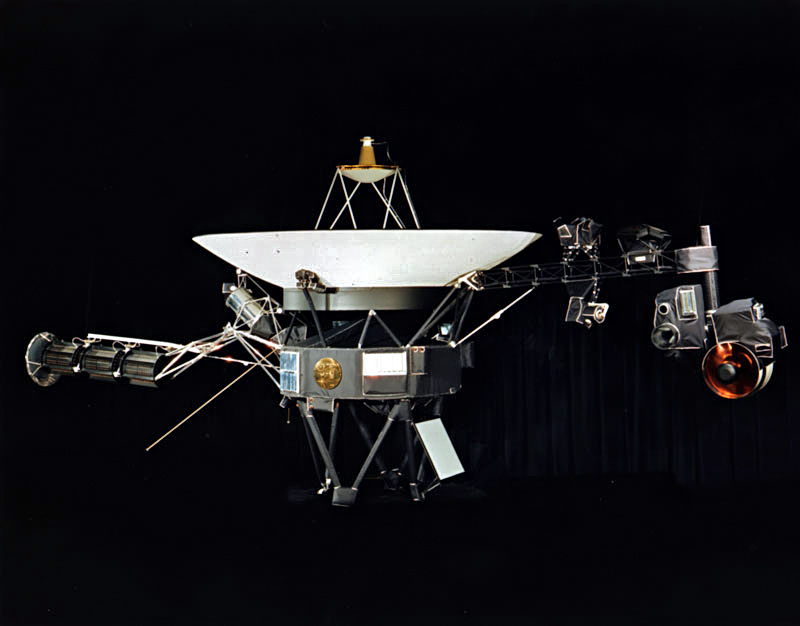
Voyager-Raumsonde

### Start ins Weltraumzeitalter im Jahr 1957
Sputnik 1, der erste künstliche Satellit von Menschenhand und im Oktober 1957 gestartet, markiert den Beginn der unbemannten Weltraumforschung. Im Lauf der folgenden Jahrzehnte folgten viele Raumflugkörper, die den erdnahen Raum, Asteroiden, die Rückseite des Mondes und sogar die Oberfläche vom Mars wissenschaftlich erforschten.
Es ist sehr wahrscheinlich, dass auch in Zukunft der Hauptanteil der Weltraumforschung durch automatische Sonden durchgeführt werden wird, da diese die meisten erforderlichen Aufgaben genauso gut oder sogar besser als Menschen ausführen können, auf ihrem Flug keine Versorgungsprobleme haben, sowie weder auf einen Rückflug, noch auf eine umfassende Lebenserhaltung an Bord angewiesen sind. Das alles macht sie bedeutend günstiger und verleiht ihnen drastische Vorteile bei Einsatzmöglichkeiten sowie Einsatzdauer. Der einzige Nachteil gegenüber der bemannten Weltraumforschung ist die mangelnde Flexibilität der Sonden, die nur ihre vorher festgelegten Aufgaben ausführen können.
Die mit Abstand am längsten laufende unbemannte Forschungsmission im Weltraum sind die beiden 1977 gestarteten Sonden Voyager 1 und Voyager 2, die immer noch operieren und mittlerweile die Heliosphäre des Sonnensystems verlassen haben. Neuere unbemannte Missionen sind Deep Impact sowie die beiden Mars-Rover Spirit und Opportunity.

### Spektakuläre wissenschaftliche Erkenntnisse aus der unbemannten Weltraumforschung
Von den vielen unerwarteten Ergebnissen der Raumsonden sei hier erwähnt: Der Vulkanismus auf dem Jupitermond Io, die dichte Atmosphäre der Venus, Geysire auf dem Neptunmond Triton, Methanseen auf dem Saturnmond Titan.

## Bemannte Weltraumforschung

### Beginn 1961

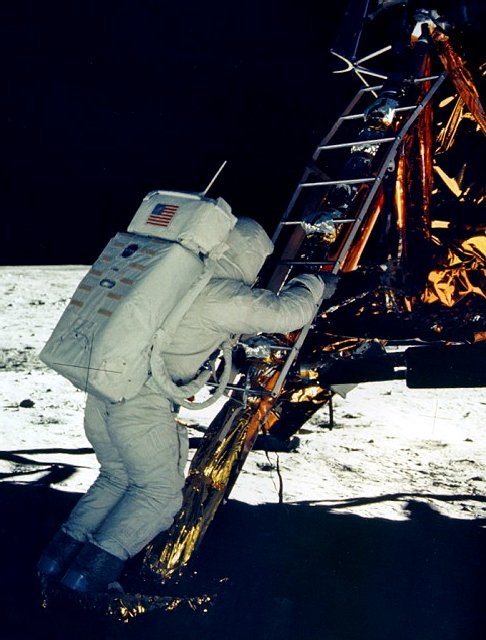
Buzz Aldrin betritt den Mond.

Als die Sowjetunion ihren ersten Kosmonauten Juri Gagarin auf eine Erdumlaufbahn geschickt hatte, begann in der Sowjetunion und den USA die bemannte Weltraumforschung, auch als Wettlauf zwischen den gesellschaftlichen Systemen. Mit der Mondlandung durch die USA erreichte die bemannte Weltraumforschung ihren ersten Höhepunkt. Dazu zählen vor allem die Apollo-Flüge, die zu mehrmaligen Landungen auf dem Mond führten.

### Planungen
In Zukunft könnte die Weltraumforschung auch die Entsendung von Raumfahrern zu fernen Objekten, beispielsweise dem Erdmond, dem Mars oder den Jupitermonden beinhalten, wobei die Ineffizienz der Antriebe Weltraumreisen zu längeren Operationen macht. Gleichzeitig sind Versorgungsprobleme zu erwarten, was Treibstoff, Essen, Luft, Wasser und sonstige Verbrauchsgüter anbelangt. Außerdem wird für Raumfahrer, die sich weit außerhalb des Magnetfeldes der Erde bewegen, die kosmische Strahlung zum Beispiel durch Sonneneruptionen gefährlich, die bei längerer Aussetzungsdauer das Krebs-Risiko erhöhen kann. Somit bleibt bemannte Weltraumforschung an fernen Objekten, zumindest in den 2010er Jahren, unwahrscheinlich.

### Neue wissenschaftliche Erkenntnisse aus der bemannten Weltraumforschung
Untersucht werden vorwiegend die Auswirkungen der Schwerelosigkeit auf den Menschen, auf Tiere und auf Pflanzen.